# Grosser Preis des Kantons Aargau
Il Grosser Preis des Kantons Aargau (it.: Gran Premio del Canton Argovia), noto anche come Grand Prix Gippingen, è una corsa in linea di ciclismo su strada maschile che si tiene nel Canton Argovia, in Svizzera, ogni anno nel mese di giugno. Dal 2005 è inserito nel calendario dell'UCI Europe Tour come prova di classe 1.HC.

## Storia
Nata nel 1964, la corsa consta tipicamente di un circuito collinare attorno al paese di Gippingen (frazione di Leuggern), da percorrere più volte fino a un chilometraggio complessivo di 180-190 km.
Pur svolgendosi in Svizzera la gara è stata vinta per la prima volta da un corridore elvetico, Daniel Gisiger, soltanto alla diciottesima edizione nel 1981. Il plurivincitore è il norvegese Alexander Kristoff, con tre successi, nel 2015, 2018 e 2019.

## Albo d'oro
Aggiornato all'edizione 2025.
| Anno | Vincitore                             | Secondo                               | Terzo                                 |
| ---- | ------------------------------------- | ------------------------------------- | ------------------------------------- |
| 1964 | Jan Lauwers                           | Georges Vandenberghe                  | Sylvain Henckaerts                    |
| 1965 | Jean Stablinski                       | Dieter Kemper                         | Werner Weber                          |
| 1966 | Wilfried Peffgen                      | Tom Simpson                           | Dieter Kemper                         |
| 1967 | Edward Sels                           | Herman Vrancken                       | Giampiero Macchi                      |
| 1968 | Willy Vekemans                        | Etienne Buysse                        | Pierre Vreys                          |
| 1969 | Walter Godefroot                      | Eric Spahn                            | Jean Ronsmans                         |
| 1970 | Eric De Vlaeminck                     | Frans Kerremans                       | Maurice Dury                          |
| 1971 | Michel Périn                          | Jean-Pierre Berckmans                 | Wim Prinsen                           |
| 1972 | Georges Pintens                       | Karl-Heinz Muddemann                  | Arthur Van De Vijver                  |
| 1973 | Marino Basso                          | Herman Van Springel                   | Alessio Peccolo                       |
| 1974 | Giacinto Santambrogio                 | Marcello Osler                        | Martín Emilio Rodríguez               |
| 1975 | André Dierickx                        | Dietrich Thurau                       | Valerio Lualdi                        |
| 1976 | Roy Schuiten                          | Jan Raas                              | Pol Verschuere                        |
| 1977 | Dietrich Thurau                       | Michel Pollentier                     | Roland Salm                           |
| 1978 | Simone Fraccaro                       | Paul Wellens                          | Francesco Moser                       |
| 1979 | Giuseppe Saronni                      | Claudio Torelli                       | Paul Wellens                          |
| 1980 | Patrick Pevenage                      | Willy Teirlinck                       | Piet van Katwijk                      |
| 1981 | Daniel Gisiger                        | Philippe Vandeghinste                 | Luciano Rui                           |
| 1982 | Jacques Hanegraaf                     | Adri van der Poel                     | Luc Govaerts                          |
| 1983 | Siegfried Hekimi                      | Bernard Gavillet                      | Daniel Gisiger                        |
| 1984 | Ferdi Van Den Haute                   | Jos Lieckens                          | Pierino Gavazzi                       |
| 1985 | Urs Freuler                           | Erich Maechler                        | Giuseppe Martinelli                   |
| 1986 | Frank Hoste                           | Peter Stevenhaagen                    | Gilbert Glaus                         |
| 1987 | Adri van der Poel                     | Frans Maassen                         | Omar Häfliger                         |
| 1988 | Arjan Jagt                            | Flavio Chesini                        | Frank Hoste                           |
| 1989 | Paolo Rosola                          | Urs Freuler                           | Stefan Joho                           |
| 1990 | Adri van der Poel                     | Werner Wüller                         | Carlo Bomans                          |
| 1991 | Sammie Moreels                        | Étienne De Wilde                      | Rudy Verdonck                         |
| 1992 | Uwe Ampler                            | Dominique Arnould                     | Dante Rezze                           |
| 1993 | Gianni Bugno                          | Claudio Chiappucci                    | Prudencio Indurain                    |
| 1994 | Pascal Richard                        | Armand de Las Cuevas                  | Rudy Verdonck                         |
| 1995 | Pascal Richard                        | Arvis Piziks                          | Steffen Wesemann                      |
| 1996 | Fabrizio Guidi                        | Abraham Olano                         | Bjarne Riis                           |
| 1997 | Udo Bölts                             | Andrei Tchmil                         | Dmitrij Konyšev                       |
| 1998 | Michele Bartoli                       | Sergej Ivanov                         | Oscar Camenzind                       |
| 1999 | Romāns Vainšteins                     | Gabriele Missaglia                    | Gorazd Štangelj                       |
| 2000 | Steffen Wesemann                      | Stefano Garzelli                      | Laurent Dufaux                        |
| 2001 | Karsten Kroon                         | Alberto Elli                          | Jakob Piil                            |
| 2002 | Giuseppe Palumbo                      | Alberto Ongarato                      | Paolo Lanfranchi                      |
| 2003 | Martin Elmiger                        | Paolo Bettini                         | Sergej Ivanov                         |
| 2004 | Matteo Tosatto                        | Markus Zberg                          | Martin Elmiger                        |
| 2005 | Alexandre Moos                        | Jan Ullrich                           | Marcel Strauss                        |
| 2006 | Beat Zberg                            | Nick Nuyens                           | Grégory Rast                          |
| 2007 | John Gadret                           | Raffaele Ferrara                      | Tomasz Marczyński                     |
| 2008 | Lloyd Mondory                         | Martin Elmiger                        | Thomas Löfkvist                       |
| 2009 | Peter Velits                          | Ben Hermans                           | Heinrich Haussler                     |
| 2010 | Kristof Vandewalle                    | Emanuele Sella                        | Heinrich Haussler                     |
| 2011 | Michael Albasini                      | Giovanni Visconti                     | Stefan Schumacher                     |
| 2012 | Sergej Lagutin                        | Vladimir Gusev                        | Georg Preidler                        |
| 2013 | Michael Albasini                      | Jonathan Hivert                       | Marco Frapporti                       |
| 2014 | Simon Geschke                         | Silvan Dillier                        | Jérôme Baugnies                       |
| 2015 | Alexander Kristoff                    | Michael Albasini                      | Davide Appollonio                     |
| 2016 | Giacomo Nizzolo                       | Andrea Pasqualon                      | David Tanner                          |
| 2017 | Sacha Modolo                          | John Degenkolb                        | Niccolò Bonifazio                     |
| 2018 | Alexander Kristoff                    | Francesco Gavazzi                     | Marco Canola                          |
| 2019 | Alexander Kristoff                    | Andrea Pasqualon                      | Reinardt Janse van Rensburg           |
| 2020 | annullata per la pandemia di COVID-19 | annullata per la pandemia di COVID-19 | annullata per la pandemia di COVID-19 |
| 2021 | Ide Schelling                         | Rui Costa                             | Esteban Chaves                        |
| 2022 | Marc Hirschi                          | Maximilian Schachmann                 | Andreas Kron                          |
| 2023 | Thibau Nys                            | Marc Hirschi                          | Pello Bilbao                          |
| 2024 | Maxim Van Gils                        | Alberto Bettiol                       | Roger Adrià                           |
| 2025 | Neilson Powless                       | Thibau Nys                            | Jan Christen                          |